# Amantes de Valdaro

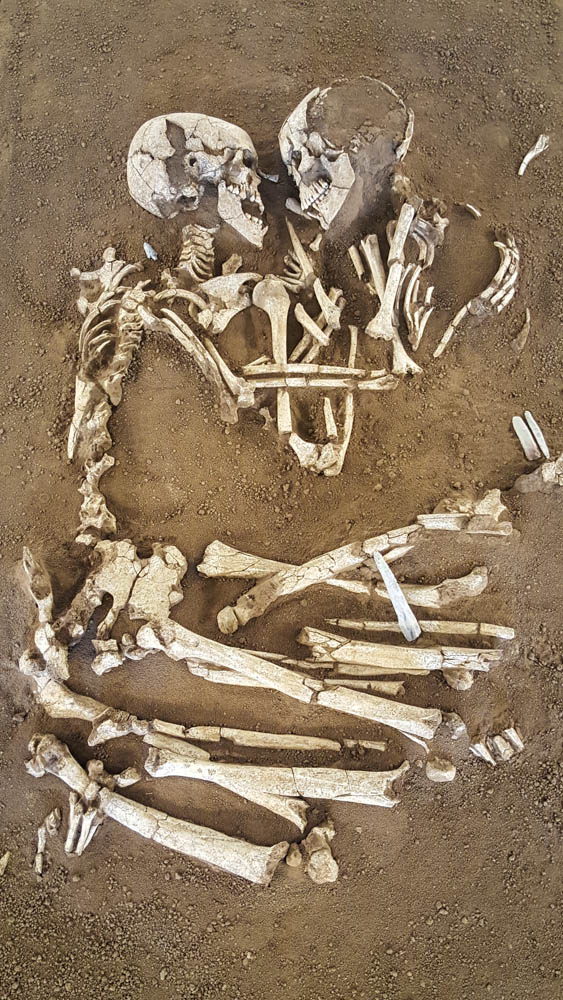
Os Amantes de Valdaro, na Itália. O esqueleto masculino está à esquerda, e o esqueleto feminino está à direita.

Os Amantes de Valdaro são um par de esqueletos humanos com aproximadamente 6.000 anos de idade, descobertos por arqueólogos em uma tumba neolítica em San Giorgio, próximo de Mântua, Itália, em 2007. Os dois esqueletos parecem ter morrido ou foram enterrados de frente um para o outro, abraçados, o que lembra um "abraço dos amantes". 
A arqueóloga Elena Maria Menotti liderou a escavação. Os dois são homens e mulheres com menos de 20 anos de idade e aproximadamente 1,57 m de altura. O esqueleto masculino foi encontrado com uma ponta de flint perto do pescoço. A mulher tinha uma longa lâmina de pederneira ao longo da coxa, além de duas facas de pederneira sob a pélvis. O exame osteológico não encontrou evidências de morte violenta, fraturas e microtraumatismo; portanto, a explicação mais provável é que as ferramentas de pederneira foram enterradas junto com as pessoas como bens.
Os esqueletos foram exibidos brevemente em público pela primeira vez em setembro de 2011, na entrada do Museu Arqueológico Nacional de Mântua, graças ao esforço da associação Amantes em Mântua, que buscava um lar permanente para o casal antigo.
Sete anos após sua descoberta, em 11 de abril de 2014, eles foram exibidos permanentemente dentro de uma caixa de vidro no Museu Arqueológico Nacional de Mântua, um museu dentro do perímetro do palácio ducal de Mântua. 